# بي. تي. أو. 2 (لعبة فيديو)
بي. تي. أو. 2 (بالإنجليزية: P.T.O. II)‏ ، وتسمى في النسخة اليابانية تايتوكو نو كيتسودان 2 (باليابانية: 提督の決断II) ، هي لعبة فيديو من إنتاج شركة تويي اليابانية سنة 1993م، وتمت ترجمتها إلى اللغة الإنجليزية سنة 1995م بإصدار نظام التشغيل كل من سوبر نينتندو إنترتنمنت سيستم وسيجا ساترن.